# دژالیکوو
دژالیکوو (به لاتین: Dzhalykovo) یک منطقهٔ مسکونی در روسیه است که در قالموقستان واقع شده‌است. دژالیکوو ۱٬۰۸۴ نفر جمعیت دارد.